# 479 Caprera
479 Caprera este un asteroid din centura principală, descoperit pe 12 noiembrie 1901, de Luigi Carnera.